# Marungusolfågel
Marungusolfågel (Cinnyris prigoginei) är en fågel i familjen solfåglar inom ordningen tättingar.

## Utbredning och systematik
Fågeln återfinns i bergsskogar i sydöstra Demokratiska republiken Kongo och västra Uganda. Tidigare betraktades den som en underart till C. afer eller C. stuhlmanni.

## Status
IUCN kategoriserar den som nära hotad.